# Asura marginatana
Asura marginatana là một loài bướm đêm thuộc phân họ Arctiinae, họ Erebidae.